# 城島茂のTOKIO CLUB
『城島茂のTOKIO CLUB』（じょうしましげるのトキオクラブ）は、かつてTBSラジオをキー局としてJRN各局で放送されていたラジオ番組。

## 概要
1992年4月11日放送開始。当初の番組名は『TOKIO CLUB（トキオクラブ）』で、TOKIOのメンバー全員でパーソナリティを務めていた。1994年4月9日からパーソナリティがリーダーの城島茂一人となり、『城島茂のTOKIO CLUB』に改題。同年10月からは当番組をJRN各局でネットするようになった。番組の最後にTOKIOメンバーの出演情報を紹介するなどしていた。2005年3月に放送を終了し、同年4月からは別枠で『城島茂のどっち派?!』がスタートした。
オープニング及びCM前後のジングルで沢田研二「TOKIO」のイントロ、エンディングでは「ONE NIGHT MAGICIAN」（デビュー前の未CD化楽曲）が使われた。

## ネット局と放送時間

### TBSラジオ
『TOKIO CLUB』
- 土曜21:30〜22:00（1992年4月11日〜1993年10月2日）
- 土曜21:00〜21:25（1993年10月9日〜1994年4月2日）

『城島茂のTOKIO CLUB』
- 土曜26:30〜27:00（1994年4月9日〜1994年10月8日）
- 日曜25:00〜25:30（1994年10月16日〜1995年4月9日）
- 日曜25:30〜26:00（1995年4月16日〜1995年10月8日）
- 日曜21:30〜22:00（1995年10月15日〜1996年4月7日）
- 日曜23:30〜24:00（1996年4月14日〜1997年4月6日）
- 土曜21:30〜22:00（1997年4月12日〜1998年10月3日）
- 金曜24:30〜25:00（1998年10月9日〜1999年4月2日）
- 金曜24:00〜24:30（1999年4月9日〜1999年10月1日）
- 土曜21:30〜22:00（1999年10月9日〜2005年3月26日）

### 中継局
ネット開始時点（1994年〜1996年当時）
- RAB 青森放送 土曜18:30〜19:00（1994年10月 - 1995年3月）→ 木曜23:00〜23:30（1995年4月 - 1995年9月）→ 木曜23:30〜24:00（1995年10月 - ）→ 木曜23:00〜23:30（1996年4月 - ）
- ABS 秋田放送 月曜23:30〜24:00（1994年10月 - 1995年3月）→ 月曜23:00〜23:30（1995年4月 - 1995年9月）→ 月曜23:30〜24:00（1995年10月 - ）
- TBC 東北放送 月曜23:00〜23:30（1994年10月 - 1996年3月）→ 水曜23:00〜23:30（1996年4月 - ）
- RFC ラジオ福島 日曜21:30〜22:00（1995年10月 - 1996年3月）
- SBC 信越放送 水曜22:15〜22:45（1995年4月 - 1995年9月）
- KNB 北日本放送 月曜22:30〜23:00（1995年4月 - 1996年3月）／水曜22:30〜23:00（1996年10月 - ）
- MRO 北陸放送 月曜22:00〜22:30（1994年10月 - 1995年3月）
- FBS 福井放送 月曜22:30〜23:00（1994年10月 - 1995年3月）／月曜22:30〜23:00（1995年10月 - 1996年3月）／月曜22:00〜22:30（1996年10月 - ）
- SBS 静岡放送 月曜23:00〜23:30（1994年10月 - 1995年3月）／火曜21:00〜21:30（1995年10月 - 1996年3月）→ 火曜24:30〜25:00（1996年4月 - ）
- CBC 中部日本放送 木曜20:30〜21:00（1996年10月 - 1997年3月）
- RSK 山陽放送 月曜23:30〜24:00（1994年10月 - 1995年3月）→ 金曜22:30〜23:00（1995年4月 - 1996年9月）→ 土曜21:30〜22:00（1996年10月 - ）
- BSS 山陰放送 月曜23:30〜24:00（1994年10月 - ）
- RCC 中国放送 月曜24:00〜24:30（1995年10月 - 1996年3月）
- KRY 山口放送 日曜21:30〜22:00（1996年4月 - ）
- JRT 四国放送 月曜23:30〜24:00（1994年10月 - 1995年3月）
- RKC 高知放送 月曜23:30〜24:00（1994年10月 - ）
- OBS 大分放送 月曜23:00〜23:30（1996年10月 - ）
- MRT 宮崎放送 金曜24:00〜24:30（1995年4月 - 1996年3月）／金曜22:00〜22:30（1996年10月 - ）

番組終了時点
- HBC 北海道放送 土曜21:00〜21:30
- IBC岩手放送 火曜21:00〜21:30
- ABS 秋田放送 月曜23:30〜24:00
- YBC 山形放送 土曜21:00〜21:30
- KNB 北日本放送 土曜22:30〜23:00
- BSS 山陰放送 土曜21:00〜21:30
- KRY 山口放送 日曜22:30〜23:00
- RNC 西日本放送 日曜22:30〜23:00
- RKC 高知放送 火曜21:00〜21:30

なお、土曜に放送していた放送局ではナイターシーズンで野球中継が延びた場合、たびたび番組短縮や休止になっていた。